# Pygopleurus mardiensis
Pygopleurus mardiensis là một loài bọ cánh cứng trong họ Glaphyridae. Loài này được Baraud miêu tả khoa học năm 1989.